# Welden (Németország)
Welden település Németországban, azon belül Bajorországban. Lakosainak száma 3841 fő (2023. december 31.).

## Népesség
A település népessége az elmúlt években az alábbi módon változott:
| Lakosok száma | 728  | 1764 | 2243 | 2961 | 3565 | 3608 | 3734 | 3745 | 3869 | 3841 |
|               | 1875 | 1950 | 1975 | 1987 | 2012 | 2014 | 2016 | 2017 | 2021 | 2023 |